# فیلم خانگی نه
فیلم خانگی نه (انگلیسی: No Home Movie) فیلمی در ژانر مستند به کارگردانی شانتال آکرمن است که در سال ۲۰۱۵ منتشر شد.